# Яндекс
«Я́ндекс» — підсанкційна російська ІТ-компанія, що володіє однойменною пошуковою системою та інтернет-порталом. Запущено 23 вересня 1997 року, яка початково діяла в рамках компанії CompTek International. Як окрема компанія утворився 2000 року. У травні 2011 року «Яндекс» провів IPO, отримавши $1,3 млрд.
Пріоритетним напрямком компанії є розробка пошукового механізму, станом на 2020 рік «Яндекс» мав понад 80 сервісів. Головною компанією холдингу є зареєстроване в Нідерландах у 2004 році АТ Yandex N.V.. У Росії представлена ТОВ «Яндекс» з офісом у Москві.
Офіс компанії продовжує працювати в тимчасово окупованому РФ Сімферополі. Також «Яндекс» має офіси у Росії, Білорусі, Казахстані, США, Швейцарії, Німеччині, Нідерландах, КНР, Ізраїлі, Мінську і Стамбулі.
16 травня 2017 року РНБО заблокувала роботу компанії в Україні в рамках санкцій України проти Росії за анексію Криму і війну на Донбасі, також це було зроблено для забезпечення інформаційної безпеки України. У 2020 році санкції проти Яндекса було продовжено. 

## Історія

### Передісторія
У 1988 російський підприємець та програміст Аркадій Волож заснував фірму CompTek, що продавала ПК та займалася автоматизацією робочих місць. Також Волож цікавився алгоритмами обробки даних і можливістю створення програми для пошуку інформації серед великих обсягів тексту, враховуючи морфологію мови. З фахівцем із комп'ютерної лінгвістики Аркадієм Борковським він заснував 1989 року компанію «Аркадія». Після 1990 року співробітники «Аркадії» написали пошукові системи «Міжнародна класифікація винаходів» та «Класифікатор товарів та послуг».
У 1993 році «Аркадію» приєднали до CompTek, у яку раніше прийшов шкільний друг Воложа програміст Ілля Сегаловіч, було створено програму «Yandex» для пошуку на жорсткому диску комп'ютера. Співпрацюючи з Інститутом проблем передачі інформації, CompTek створила словник з пошуком, який враховував морфологію російської мови. 1994 року був створений «Біблійний комп'ютерний довідник».
Слово «Яndex» придумали Сегаловіч і Волож. Ілля виписував різні похідні від слів, що описують суть технології. Внаслідок з'явився варіант «yandex». 1995 почато адаптацію пошукового додатку для інтернету.

### 1997

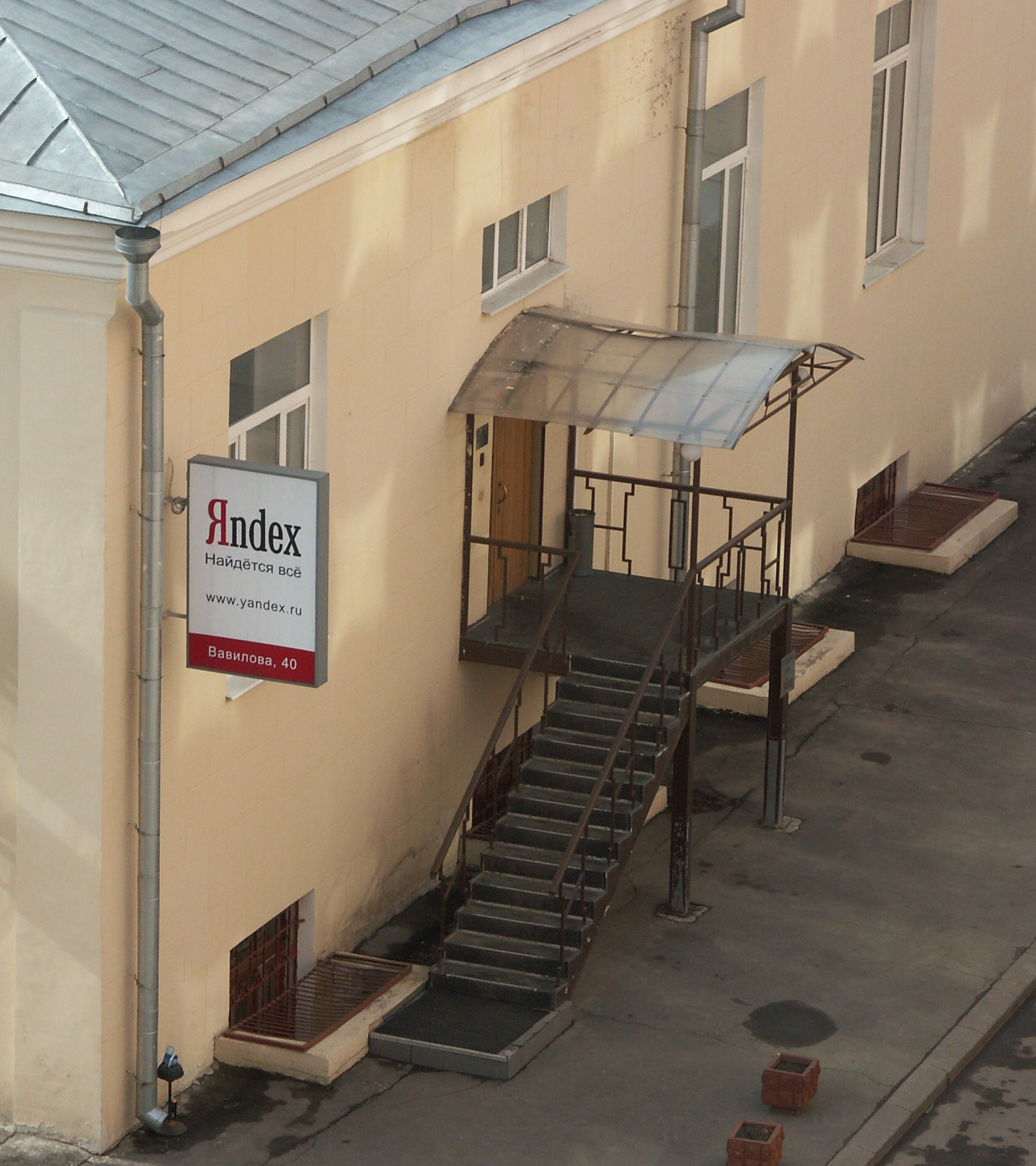
Колишній офіс «Яндекса» на вулиці Вавілова в Москві

Пошук «Yandex.Ru» запущено 23 вересня 1997 року на виставці Softool. У листопаді 1997 року, була реалізована можливість задавати запити природною мовою.

### 1998—1999
Протягом 1998 року об'єм рунету подвоївся, що призвело до необхідності оптимізації пошукових механізмів. З'явилися можливості:
- «знайти схожий документ»;
- список знайдених серверів;
- пошук в заданому діапазоні дат;
- сортування результатів пошуку за часом останньої зміни[19]

З'явився пошук в категоріях каталогу та вперше в рунеті було введено поняття «індекс цитування» — кількість ресурсів, що посилаються на цей.

### 2000—2015
«Яндекс» засновано акціонерами CompTek. Компанія ru-Net Holdings інвестувала $5,28 млн, отримавши 35,72 % у новій компанії. До акціонерів увійшли менеджери та провідні розробники пошукової системи. Директором став Аркадій Волож. Були відкриті Яндекс.Пошта, Яндекс.Новини, Яндекс.Гуру, Яндекс.Товари, Яндекс.Листівки, Яндекс.Бар і Яндекс.Закладки, а також — «аскетичний Яндекс» (ya.ru).
У 2001 році пошукова система «Яндекс» вперше обійшла «Рамблер», ставши лідером у рунеті.
У 2002 році компанії вдалося вийти на самоокупність. За рішенням суду «Яндексу» перейшов домен www.yandex.com, викуплений раніше шахраями з метою подальшого перепродажу. Були запущені сервіси Яндекс.Деньги (спільно з PayCash) та Яндекс.Маркет.
В 2003 році була анонсована нова версія (восьма за рахунком) дизайну головної сторінки, покращено пошук: тепер машина стала шукати ще документи у форматах .Pdf і .Rtf. З'явилися Яндекс. Сервер, Яндекс.Publisher і Яндекс.SDK. Користувачі отримали можливість експортувати результати пошуку у форматі XML. Локальна версія пошуку з'явилася на офіційному сайті Президента Росії.
В 2004 року компанія «Яндекс» вперше розгорнула свою освітню діяльність. Були проведені 10 семінарів у різних містах Росії. Були засновані стипендії «Яндексу» для заохочення робіт у галузі автоматичної обробки вебданих.
У 2005 році відкрився офіс в Україні, перший за межами Росії. Того ж року «Пошукова машина» отримала так званого «швидкого» робота для індексації сайтів з активно мінливим вмістом. З'явилася програма для пошуку файлів на комп'ютері користувача — ««Персональний пошук»». Запущені сервіси «Яндекс.Адреса», «Яндекс.Афіша», «Яндекс.Стрічка».
З 2005 року логотип «Яндекса» став отримувати особливі «святкові» версії. Нова традиція була закладена логотипом від 1 січня 2005, яка зображує конфетті і має напис «З Новим роком!».
У 2006 році були запущені «Яндекс.Затори» і «Яндекс.Словники» (шляхом об'єднання інших проєктів). Відкрився віддалений офіс розробок в Санкт-Петербурзі.
У 2007 році запущено майданчик для тестування експериментальних продуктів «Яндекс.Нано», в рамках якої вийшли в тому ж році «Пульс блогосфер» (вимірював сплеск користувача інтересу до того чи іншому слову або фразі) і «Яндекс.Календар». З'явилися також «Яндекс.Фотки», сервіс для ведення блогів Я.ру, «Яндекс.Mirror» (портал для скачування дистрибутивів вільних ОС), «Мої знахідки» (історія пошукових запитів користувача).
27 березня 2007 року була куплена професійна соціальна мережа Моє Коло.
З'явилася десята версія головної сторінки.
Була відкрита Школа аналізу даних — найбільший освітній проєкт «Яндексу», який не має аналога в Рунеті.
В 2008 році запущені сервіси «Яндекс.Метрика», «Яндекс.Відео», «Яндекс.Книги», «Яндекс.Авто», «Яндекс.Время», «Я.Онлайн», Розклади, Інтернетометр і Локальна мережа Яндекса. Куплений Punto Switcher. Відкрито каліфорнійське відділення компанії «Яндекс» — Yandex Labs.
У 2008 році компанія «Яндекс» вперше стала відкрито оголошувати про зміни в пошуковому алгоритмі і давати їм імена.
У 2009 році «Яндекс» запустив пошукову програму «Снежинськ», засновану на новому методі машинного навчання — Матрикснет. Це дозволило показувати локальні результати пошуку для користувачів із 1250 російських міст. У середині вересня 2009 року стало відомо, що материнська компанія «Яндексу» — голландська компанія Yandex N. V. — випустила пріоритетну акцію, яку було передано Сбербанку за символічний 1 євро. Єдине право, яке дає акція, — накладати вето на продаж більше 25 % акцій компанії.
У 2010 році частка «Яндексу» в пошукових запитах в рунеті вперше за чотири роки перевищила 60 %. 19 травня 2010 компанія запустила англомовну версію своєї пошукової системи на домені yandex.com, і, таким чином, вийшла на міжнародний рівень.
Був відкритий портал для Білорусі (yandex.by) і пошук татарською, запущений регіональний пошук для України, ряд спеціалізованих сервісів — «Яндекс.Нерухомість», «Яндекс.Робота», «Яндекс.Музика», «Яндекс.Послуги». 2010 року «Яндекс» придбав картографічну компанію «ГІС Технології», яка з 2008 року поставляла дані для одного з ключових сервісів Яндекса&nbsp— «Яндекс.Карти». У червні 2010 року була запущена програма роботи зі стартапами.
У 2011 році «Яндекс» почав продавати георекламу — пріоритетне розміщення в довіднику організацій на «Яндекс.Карти» і в пошуку. Була запущена програма інвестицій у російські і зарубіжні стартапи — «Яндекс.Фабрика».
24 травня 2011 року «Яндекс» здійснив первинне розміщення акцій на американській біржі NASDAQ. У ході розміщення було продано 52,2 млн акцій класу «А» за ціною 25 доларів за акцію, за рахунок чого було виручено близько $ 1,3 млрд (з них приблизно третина буде використано самою компанією, а решта — піде акціонерам, що продав свої Reuters: Yandex IPO raises $ 1.3 billion, more than expected], З урахуванням того, що у банків-організаторів IPO є опціон на додаткову викуп акцій, обсяг розміщення становить $ 1,43 млрд, а у вільному обігу виявиться 17,6 % акцій «Яндексу». Попередньо бізнес компанії був оцінений в діапазоні від $6,4 млрд до $7 млрд, за підсумками IPO оцінка компанії склала $ 8 млрд. Після першого дня торгів ціна акцій «Яндексу» зросла ще на 42 %, а капіталізація компанії досягла $11,4 млрд.
20 вересня 2011 року «Яндекс» відкрив офіс у Стамбулі (Туреччина).
28 листопада 2011 року «Яндекс» придбав компанію SPB Software, та створив програмну оболонку «SPB Shell» для смартфонів і планшетів на базі операційної системи Android.
20 лютого 2012 року «Яндекс» повідомив про підготовку до запуску сервісу пошуку людей. Система надає можливість шукати людей одночасно у всіх популярних в Росії блогохостингах і соцмережах. На момент оголошення про нову послугу була запущена бета-версія сервісу.
13 березня 2012 року «Яндекс» відкрив другий офіс у Швейцарії.
5 квітня 2012 року «Яндекс» запустив хмарний сервіс для зберігання файлів «Яндекс.Диск». Максимальний безкоштовний обсяг диска на даний момент — 10 Гб, інформація зберігається на диску безстроково.
30 травня 2012 року «Яндекс» запустив платне музичний додаток для iPhone «Яндекс.Музика». Мобільна «Яндекс.Музика» доступна користувачам з Росії, Україні, Білорусі і Казахстану. Завантажити додаток можна в App Store.
22 червня 2012 року «Яндекс» придбав частку в компанії «Сейсмотек» і надав їй свої технології та ресурси для обробки сейсмічних даних.
28 серпня 2012 року «Яндекс» набрав Консорціум Всесвітньої павутини, в рамках якого збирається брати участь у розробці стандартів Інтернету. Представником компанії в W3C став Чарльз макеті Невіл (Charles McCathie Nevile).
1 жовтня 2012 року «Яндекс» випускає власний браузер.
25 жовтня 2012 року «Яндекс» запустив новий інтерфейс «Яндекс.Пошта» Trinity. 
На початок 2013 року «Яндекс» був четвертим пошуковиком планети (після Google, Baidu і Yahoo!) з 4,84 млрд пошукових запитів, причому «Яндекс» є найшвидкозростаючим пошуковиком з першої п'ятірки, з 28 % за 2012 рік. Бурхливе зростання відбулося завдяки розширенню інтернет-аудиторії у Росії, Україні, Білорусі і Туреччині. Частка на ринку Рунета становить 60,5 %. До кінця цього ж року кількість щоденних запитів досягло 250 мільйонів. «Яндекс» обігнав російський Перший канал за об'ємами виручки (у минулому році він обігнав «Перший» за щоденною аудиторією). Своєрідним глобальним визнанням Яндекса стало включення його пошукового механізму в операційну систему iOS 7 і браузер Safari.
У середині березня 2013 року було оголошено про проведення вторинного розміщення акцій (SPO) «Яндекса» на американській біржі NASDAQ. Передбачалося, що в рамках розміщення акціонери компанії (серед них Аркадій Волож) продадуть 7,38 % акцій компанії на суму понад $ 600 млн.
Вийшов новий пошуковий алгоритм «Дублін», що враховує нагальні пошукові переваги користувачів. Оновився алгоритмів АГС (тепер під назвою АГС-40), націлений на боротьбу з сайтами, орієнтованими на продаж посилань. Було оголошено про тестування нових пошукових технологій — «Острови» (новаторське інтерфейсне рішення, подання пошукової видачі у вигляді інтерактивних блоків-віджетів) і «Атом» (технологія персоналізації сторінок в інтернеті). Вийшов пошук по завантаженого зображення — на основі технології «Сибір».
Розширено функціонал деяких сервісів — на Яндекс.Диску вітоді можна було пллатно збільшити дисковий простір до 1 Тб, на Яндекс.Маркеті з'явилася можливість купувати товари безпосередньо, не переходячи на сайт магазину (при цьому магазини повинні будуть виплачувати корпорації комісію в розмірі 1 % від суми покупки). Через Яндекс.Гроші стало можливо оплачувати послуги ЖКГ (з комісією 1-2 %). Суттєве оновлення зазнали Яндекс.Карти: вийшли докладні карти світу (тепер геосервіс Яндекса став врівень з його глобальними конкурентами); з'явилася можливість запису безпосередньо з інтерфейсу карт в різні установи (наприклад, забронювати столик в ресторані), за кожного приведеного клієнта Яндекс буде знімати відсоток з організації.
За 80 мільйонів доларів був придбаний сайт «КиноПоиск» для розвитку рекомендаційних сервісів, що враховують особисті інтереси користувачів, і можливо, з метою відкрити свій онлайн-кінотеатр. Відкриті сервіси «Яндекс.DNS», магазин додатків для Android Яндекс.Стор, в «Яндекс.Браузері» з'явилася синхронізація і вийшла мобільна версія.
Зросла роль «Яндексу», як культурного феномену. Вийшла книга Яндекс Воложа: Історія створення компанії мрії, написана Яндекс.Книга (готується до виходу в 2014 році), завершені зйомки фільму «Стартап» («історія успіху творців великого російського пошукового порталу»).
27 липня у віці 48 років помер співзасновник «Яндексу» Ілля Сегалович, обіймав посаду технічного директора. Інформація про смерть з'явилася ще 25 липня, коли у Сегаловича була зафіксована смерть головного мозку і він був підключений до апарату штучного життєзабезпечення. Через кілька днів, після відключення від апарату життєзабезпечення, про смерть було оголошено офіційно. З нагоди трагедії, «Яндекс» відкрив сторінку пам'яті. Свої співчуття також висловив прем'єр-міністр Росії Дмитро Медведєв.
У 2013 році голова компанії «Яндекс» Аркадій Волож оголосив про плани компанії вийти за межі пошукового ринку і застосувати свій досвід в обробці великих даних в інших галузях (наприклад, в розшифровці генома людини). Перший крок у цьому напрямі був зроблений ще в минулому році, з створенням сервісу Яндекс.Терра.
1 вересня 2014 року Аркадій Волож пішов з поста генерального директора російського сегменту «Яндексу», новим генеральним директором з 1 вересня став Олександр Шульгін. При цьому Волож залишавя генеральним директором компанії.
Почала працювати Yandex Data Factory. Це напрямок по роботі з «великими даними». Послуги YDF розраховані на компанії, які потребують обробки великих масивів інформації. Технології Яндекса — машинне навчання, розпізнавання образів і мови, нейронні мережі, обробка природної мови — дозволяють вирішувати такі завдання.
Разом з НДУ «Вища школа економіки», «Яндекс» відкрив факультет комп'ютерних наук. Він готує фахівців за двома напрямками — «Прикладна математика та інформатика» та «Програмна інженерія». Медалісти та переможці шкільних олімпіад в спішному порядку несуть туди документи. Такого напливу олімпіадників не бачив жоден інший факультет Вишки.
З'явилися два нових сервісу «Яндекс.Місто» і «Яндекс.Майстер». Перший допомагає знайти і вибрати відповідну організацію, а другий — вирішувати побутові проблеми. Вийшов новинний мобільний додаток.
У жовтні 2015 року «Яндекс» та Microsoft домовилися про співправцю — «Яндекс» став стартовою сторінкою і пошуком за замовчуванням у браузерах Microsoft Edge та Internet Explorer на пристроях, що працюють на Windows 10.

### 2017—до т.ч.
Наказом № 133/2017 від 15 травня 2017 року Президент України Петро Порошенко ввів у дію рішення РНБО України від 28 квітня 2017 року «Про застосування персональних спеціальних економічних та інших обмежувальних заходів (санкцій)» яким заборонив інтернет-провайдерам надавати послуги з доступу користувачам мережі інтернет до низки російських інформаційних ресурсів та порталів, зокрема, й соціальних мереж ВКонтакте і Одноклассники та порталів «Яндекс» і Mail.ru.
Внаслідок проведених наприкінці травня 2017 року обшуків в офісах компанії «Яндекс» Служба безпеки України встановила, що менеджмент компанії незаконно збирав, накопичував та передавав до Росії персональні дані українців. Це були особисті дані, інформація про рід занять, спосіб життя, місця перебування, проживання, роботи, дозвілля, джерела та розміри доходів, номери телефонів, електронних адрес та акаунтів у соціальних мережах. Також задокументовано факти, коли серед громадян, про яких до РФ передавалася інформація, є співробітники правоохоронних та спеціальних органів, військовослужбовці ЗС України, інших підрозділів, які беруть участь в АТО на сході України, працівники органів державної влади та управління. За інформацією СБУ, інформацію передавали спеціальним службам РФ для планування, організації та проведення розвідувальних, диверсійних, інформаційно-підривних операцій в нашій країні на шкоду суверенітету України, територіальній цілісності та недоторканості.
У березні 2023 року Nasdaq повідомила російську компанію «Яндекс» та японсько-російську компанію Ozon.ru про виключення їхніх акцій з лістингу через рік після того, як 24.02.2022 торги їхніми цінними паперами було припинені.
19 травня 2023 року, згідно повідомлення Reuters, власник «Яндексу» планує продати свої активи у РФ і вже отримав низку заявок від місцевих олігархів. Активи російської ІТ-компанії оцінюються приблизно у 14 мільярдів доларів. Також повідомляється, що материнська компанія «Yandex NV» вирішила відмовитися від свого основного бізнесу в Росії. Компанія розвиватиме чотири нові підрозділи на міжнародному рівні.
10 серпня 2023 року російський мільярдер Волож публічно засудив війну РФ проти України, а за кілька днів звернувся до ЄС із проханням зняти з нього санкції. З 2014 року Волож жив у Ізраїлі. ЄС включив його до санкційних списків у червні 2022 року, а за півгодини після цього Волож пішов у відставку з посади директора материнської компанії «Yandex N.V.» і вийшов з ради директорів, заявивши, що оскаржуватиме накладене обмеження.
У лютому 2024 року нідерландська компанія Yandex NV домовилася про продаж російської частини бізнесу, включно з пошуковою системою за $5,2 млрд.

## В Україні
У вересні 2005 року «Яндекс» прийшов до України: з'явився www.yandex.ua з пошуком по українських сайтах та українською морфологією, національними новинами, курсами валют, телепрограмою та погодою. Керівником українського представництва «Яндексу» став Сергій Петренко.
10 лютого 2006 року зареєстровано компанію «Яндекс. Україна». Перший український офіс було відкрито в м. Одесі.
У березні 2006 року «Яндекс» відкрив другий офіс в Україні — в Сімферополі, у Яндекс.Новинах уперше з'явилися окремі стрічки новин для декількох великих українських міст. Влітку на Яндекс.Маркеті з'явилися перші українські магазини, а восени запущено Яндекс.Карти для України.
У 2007 році «Яндекс» відкрив третій офіс в Україні — у Києві. У вересні інтерфейс пошуку на www.yandex.ua було перекладено українською мовою. Тоді ж «Яндекс» почав приймати платежі безпосередньо від українських рекламодавців. У жовтні з'явилися адреси електронної пошти в домені @yandex.ua.
У Яндекс.Директі з'явилася можливість складати оголошення українською мовою і розміщувати їх за відповідними запитами. Інтерфейс Яндекс. Директа також перекладено українською.
2008 року в Україні запущено Яндекс.Затори, спочатку лише для Києва, а пізніше по всій країні. Восени 2008 року головна сторінка «Яндексу» стала доступна українською.
У 2010 році на Яндекс.Картах з'явилися панорами українських міст, першим містом був Київ. У 2011 році до нього додалися ще 11 населених пунктів, зокрема Дніпропетровськ, Донецьк, Івано-Франківськ, Львів, Одеса, Ужгород, Харків і Чернівці. У травні 2012 року на сервісі з'явилися панорами стадіонів-учасників Євро-2012. Станом на вересень 2016 року на Яндекс.Картах є панорами близько 80 українських міст та курортів.
Влітку 2010 року «Яндекс» запустив новий алгоритм пошуку — «Полтава». Відтоді під час відповіді на геозалежні запити з України пошук віддає перевагу ресурсам з того ж регіону, що й користувач.
У червні 2011 року «Яндекс» запустив спільну акцію з мобільним оператором «Київстар». Завдяки їй абоненти «Київстару» можуть користуватися мобільними Яндекс. Картами та при цьому не платити за трафік. З 2015 року акцію розповсюджено й на мобільну «Яндекс». Музику. З липня 2013 року акція для картографічних програм «Яндексу» діє для передплатних абонентів МТС. З 2016 року акція на трафік у програмах Яндекса діє для абонентів lifecell.
З початку 2012 року на Яндекс.Картах доступні маршрути громадського транспорту. Першим містом, де можна будувати маршрути, став Київ, незабаром додалися Донецьк, Львів, Одеса та Харків. Станом на 2016 на сервісі можна будувати маршрути у більш ніж 30 українських містах.
У березні 2012 року вийшов Яндекс.Навігатор — безкоштовна мобільна програма з маршрутизацією по Україні та Росії, доступна для iOS і Android. Версію українською мовою випущено в листопаді 2012 року. Станом на 2016 рік Яндекс. Навігатором користується кожний восьмий український водій.
У листопаді 2012 року вийшла українська версія Яндекс.Браузера з підказками українською.
У 2013 році «Яндекс» запустив сервіс підготовки до ЗНО. На сервісі Яндекс.ЗНО розміщено онлайн-тести з офіційними варіантами завдань ЗНО попередніх років з усіх предметів, із яких проводиться тестування. У 2014 році сервіс Яндекс.ЗНО доповнено тестами для моніторингу якості загальної середньої освіти. У 2015 році на сервісі розміщено тести ДПА.
У 2015 році в Україні з'явився сервіс «Яндекс.Заправки».
У 2016 році в Україні запущено «Яндекс.Клавіатуру» — віртуальну клавіатуру для смартфонів. У серпні 2016 року «Яндекс» оголосив про зйомки панорам Києва з Дніпра.

## Блокування

### Зовнішні блокування

#### Україна
У травні 2017 року доступ до усіх сервісів «Яндекс» в Україні було заборонено указом Президента України у зв'язку з загрозами в галузі інформаційної безпеки.
Внаслідок проведених наприкінці травня 2017 року обшуків в офісах «Яндекс» СБУ встановила, що менеджмент компанії незаконно збирав, накопичував та передавав до Росії персональні дані українців. Це була інформація про рід занять, спосіб життя, місця перебування, проживання, роботу, дозвілля, джерела та розміри доходів, номери телефонів, електронних адрес та акаунтів у соцмережах. Також задокументовано факти, коли серед громадян, про яких до РФ передавалася інформація, є співробітники правоохоронних та спеціальних органів, військовослужбовці ЗС України, інших підрозділів, які беруть участь в АТО, працівники органів державної влади та управління. За інформацією СБУ, інформацію передавали спеціальним службам РФ для планування, організації та проведення розвідувальних, диверсійних, інформаційно-підривних операцій в нашій країні на шкоду суверенітетові України, територіальній цілісності та недоторканості.
Глава СБУ Василь Грицак заявив, що під час обшуків в офісах «Яндекс.Україна»,  правоохоронці знайшли багато цікавого, пов'язаного з країною-агресором Росією. Після цього компанія закрила офіси в Україні.
15 квітня 2023 року, згідно з Указом Президента Зеленського, було введено санкції проти російських компаній, зокрема й «Яндекс», терміном на 10 років.
У вересні 2023 року регулятор захисту даних Фінляндії скасував тимчасову заборону для Яндекса та і її партнера Ridetech передавати до росії особисті дані клієнтів додатка Yango.

#### Латвія
28 грудня 2023 року Національна рада Латвії з електронних ЗМІ закрила доступ до всіх сайтів, пов'язаних із Яндексом. Надалі було заплановано закрити доступ до Yandex Music.

#### Молдова
3 жовтня 2024 року у Молдові за запитом Служби інформації та безпеки (СІБ) заблокували п’ять сайтів, серед яких зокрема російські «Яндекс» (yandex.ru), Rutube і Dzen.

## Сервіси

### Яндекс.Пошук
Пошук в «Яндексі» здійснюється в тому числі серед зображень, відео, у блогах, в оголошеннях про продаж автомобілів тощо. Відмінністю «Яндексу» можна вважати алгоритм його пошуку — він сконструйований на морфологічній системі російської мови. Крім стандартних файлів HTML шукає також у файлах формату PDF (Adobe Acrobat), RTF (Rich Text Format), DOC (Microsoft Word), XLS (Microsoft Excel), PPT (Microsoft Power Point), SWF (Macromedia Flash), а також індексує формат RSS.

### Яндекс.Пошта
Безкоштовний сервіс електронної пошти.

### Яндекс.Диск
Хмарний сервіс, що дозволяє користувачам зберігати свої дані на серверах в хмарі та передавати їх іншим користувачам.

### Яндекс.Ігри
Це ігрова інтернет-платформа, що пропонує ігри в браузері з десктопу та мобільних пристроїв. Станом на січень 2022 каталог мав 7000 ігор, сервіс звітував про 11 млн гравців на місяць.

### Рекламна мережа Яндекса
Система розміщення контекстної реклами, а також реклами, побудованої на поведінці користувачів. Вона призначена для вебмайстрів і власників сайтів, що бажають розміщувати рекламні матеріали на своїх вебпроєктах.
Контекстні оголошення добираються відповідно до наповнення певної сторінки. Контекстна пошукова реклама показується в результатах пошуку на сайті та прив'язується до ключових слів, які введені відвідувачем у рядок пошуку. Контекстна тематична реклама виводиться на сторінках сайту, як додаткова інформація до їх змісту. Реклама, заснована на поведінці користувачів, добирається з урахуванням технології «поведінковий таргетинг» і залежить від інтересів конкретного відвідувача сайту.
На сайтах-учасниках мережі розміщуються оголошення системи Яндекс.Директ. Додатково можуть бути розміщені блоки реклами, надані інформаційно-довідковою системою Яндекс.Маркет. Власники сайтів, що є учасниками РМЯ, отримують дохід за кліки (переходи відвідувачів за рекламними посиланнями) і можуть переглядати в реальному часі кількість показів реклами та кліків на оголошення, а також поточний дохід.

### Інші
- Яндекс.Авіаквитки
- Яндекс.Авто
- Яндекс.Афіша
- Яндекс. Аліса
- Яндекс.Браузер
- Яндекс.Блоги
- Яндекс.Вебмайстер
- Яндекс.Відео
- Яндекс.Гроші
- Яндекс.Директ
- Яндекс.Диск
- Яндекс.Довідник
- Яндекс.Затори
- Яндекс.ЗНО
- Яндекс.Зображення
- Яндекс.ЄДЕ
- Яндекс.Інтернетометр
- Яндекс.Календар
- Яндекс.Карти
- Яндекс.Каталог
- Яндекс.Колекція
- Яндекс.Локатор
- Яндекс.Маркет
- Яндекс.Метрика
- Яндекс.Музика
- Яндекс.Народна карта
- Яндекс.Нерухомість
- Яндекс.Новини
- Яндекс.Перекладач
- Яндекс.Погода
- Яндекс.Пошук
- Яндекс.Пошук для сайту
- Яндекс.Пошук людей
- Яндекс.Пошта
- Яндекс.Пошта для домену
- Яндекс.Робта
- Яндекс.Розклади
- Яндекс.Реклама
- Яндекс.Рекламна мережа
- Яндекс.Словники
- Яндекс.Спеллер
- Яндекс.Статистика
- Яндекс.Телепрограма
- Яндекс.Технології
- Яндекс.Фотки
- Яндекс.Час
- Яндекс.DNS
- Яндекс.Go[80]
- Yandex Pro[80]
- Яндекс.XML
- DataSyns
- Cocaine
- Elliptics
- Rich Content
- Яндекс.БЕМ
- Яндекс.Валідатор мікророзмітки
- JavaScript-бібліотеки
- SpeechKit
- Томіта-парсер
- Mystem
- Яндекс.Предиктор
- Яндекс.Поштовий офіс
- Safi Browsing
- Яндекс.Чистий веб
- Яндекс.Танк
- HTML Elements
- Allure Framework
- та інші

## Факти
Яндекс тісно співпрацює з владою РФ. Це може бути використано проти України, враховуючи російсько-українську війну з 2014 року. У серпні 2023 року у поширеному в декількох ЗМІ листі про позицію щодо війни засновник і перший директор компанії Аркадій Волож вперше публічно засудив вторгнення Росії в Україну. Він заявив, що вважає його варварським, і додав, що бачить «частку своєї відповідальності» за дії Росії.

## Критика
«Яндекс.Новини» критикуються за просування маніпуляцій та фейків.
За даними волонтерів Інформнапалм, група компаній Яндекс підконтрольна Кремлю, здійснює витратну і економічно невиправдану експансію в Україні, та становить надзвичайно високу загрозу національній безпеці країни. Так, наприклад, 2009 року Яндекс продав за 1 євро державному «Сбербанку Росії» одну «золоту акцію», яка дає широкі повноваження щодо контролю за пакетами акцій підприємства. При цьому, частка «Сбербанка Росії» в системі «Яндекс.Гроші» сягає 75 %.
Яндекс.Пошук видає чимало реклами потенційно небезпечних ресурсів.
27 квітня 2020 року Яндекс видаляв об'єктивні і показував негативні матеріали про російського опозиціонера Олексія Навального у своїх сервісах («Яндекс.Відео», «Яндекс.Новини» та «Яндекс.Кью»). Після розголосу, Яндекс назвав цю ситуацію «тимчасовим експериментом» і почав показувати Навального нейтральніше.
Після повномасштабного вторгнення РФ до України та зокрема після різанини в Бучі Яндекс перестав показувати актуальні фото вулиць Бучі та, зокрема, тіла мирних жителів на вулицях міста, вбитих росіянами, тим самим приховуючи воєнні злочини російської армії.

## Виноски
1. ↑  https://cve.mitre.org/cve/request_id.html#cna_participants
2. ↑  https://ya.ru/project/ydex
3. ↑  Yandex Announces Fourth Quarter and Full-Year 2023 Financial Results — Yandex, 2024. — P. 17.
4. ↑  Yandex Valued at $8 Billion as IPO Prices Above Range. Bloomberg.com (англійською) . 24 травня 2011. Процитовано 27 листопада 2020.
5. ↑  Сервіси Яндекс. Яндекс (російською) . Архів оригіналу за 26 листопада 2020. Процитовано 27 листопада 2020.
6. ↑  Yandex NV (YNDX.O) (англ.). Reuters. Архів оригіналу за 21 лютого 2015. Процитовано 21 лютого 2015.
7. ↑  Яндекс на улице Льва Толстого, дом 16. О компании. Адреса и телефоны [Архівовано 17 березня 2015 у Wayback Machine.]
8. ↑  Информация об офисе в Симферополе. Архів оригіналу за 10 травня 2013. Процитовано 8 травня 2013.
9. ↑  Компания Яндекс — Контакты. Яндекс (російською) .
10. ↑  http://company.yandex.ru/contacts/minsk/ [Архівовано 3 травня 2012 у Wayback Machine.] (http://it.tut.by/278386 [Архівовано 14 березня 2012 у Wayback Machine.])
11. ↑  «Яндекс» сел по-турецки. Архів оригіналу за 18 жовтня 2012. Процитовано 8 травня 2013.
12. ↑  Рішення Ради національної безпеки і оборони України від 28 квітня 2017 року (PDF). president.gov.ua. 28 квітня 2017. Архів оригіналу (PDF) за 27 листопада 2020.
13. ↑  Указ Президента України № 184/2020 Про рішення Ради національної безпеки і оборони України від 14 травня 2020 року "Про застосування, скасування і внесення змін до персональних спеціальних економічних та інших обмежувальних заходів (санкцій)"
14. ↑  О Яндексе. Предыстория. [Архівовано 17 липня 2011 у Wayback Machine.] Официальный сайт.
15. 1 2  Команда с «ненулевой суммой» [Архівовано 26 вересня 2013 у Wayback Machine.] «Эксперт» № 25 (519)/03 июл 2006
16. ↑  «Библейский компьютерный справочник», демонстрационная версия [Архівовано 14 червня 2013 у Wayback Machine.]
17. ↑  Запущена нова пошукова машина Яndex-Web [Архівовано 25 травня 2009 у Wayback Machine.] Яндекс. Новости Компании, 1997
18. ↑  История Yandex.Ru [Архівовано 15 квітня 2013 у Wayback Machine.] Яндекс. История
19. 1 2  История Yandex.Ru. Архів оригіналу за 15 квітня 2013. Процитовано 16 квітня 2013.
20. 1 2  «Яндекс» обігнав Microsoft за кількістю пошукових запитів[недоступне посилання з серпня 2019]
21. ↑  «Яндекс» вийшов на 4-е місце серед глобальних пошукачів[недоступне посилання з серпня 2019]
22. ↑  Кількість запитів в день[недоступне посилання з серпня 2019]
23. ↑  Нові і йдуть слова у пошуку. Архів оригіналу за 29 березня 2015. Процитовано 29 квітня 2015. [Архівовано 2015-03-29 у Wayback Machine.]
24. ↑  «Яндекс» — найбільше медіа країни в цьому році[недоступне посилання з серпня 2019]
25. ↑  «Яндекс» обігнав Перший канал по аудиторії. Архів оригіналу за 19 червня 2015. Процитовано 29 квітня 2015.
26. ↑  Apple визнала «Яндекс»[недоступне посилання з серпня 2019]
27. ↑  Екскурсія по «Дубліну»[недоступне посилання з серпня 2019]
28. ↑  Як «Яндекс» бореться проти «продажних» посилань[недоступне посилання з серпня 2019]
29. ↑  Яндекс, роботи і Сибір — як ми зробили систему пошуку по завантаженого зображення. Архів оригіналу за 25 квітня 2015. Процитовано 29 квітня 2015.
30. ↑  «Яндекс.Диск» став нескінченним і платним[недоступне посилання з серпня 2019]
31. ↑  «Рунет сьогодні» від 14 жовтня 2013 року. Архів оригіналу за 23 лютого 2016. Процитовано 29 квітня 2015.
32. ↑  Яндекс.Гроші запустили сервіс міських платежів. Архів оригіналу за 19 лютого 2015. Процитовано 29 квітня 2015.
33. ↑  «Рунет сьогодні» від 18 листопада 2013 року. Архів оригіналу за 23 лютого 2016. Процитовано 29 квітня 2015.
34. ↑  «Рунет сьогодні» з Максимом Спиридоновим. Випуск 123. Архів оригіналу за 23 лютого 2016. Процитовано 29 квітня 2015.
35. ↑  «Яндекс» купив kinopoisk.ru за $80 млн[недоступне посилання з серпня 2019]
36. ↑  Прес-релізи Яндекса за 2013 рік[недоступне посилання]
37. ↑  Зйомки художнього фільму «Стартап» завершено![недоступне посилання з серпня 2019]
38. 1 2 3  Іллю Сегаловича відключили від апарату життєзабезпечення[недоступне посилання з серпня 2019]
39. ↑  «Яндекс» може зайнятися розшифровкою генома людини. Архів оригіналу за 24 вересня 2015. Процитовано 29 квітня 2015.
40. ↑  Волож іде з посади директора російського сегменту «Яндекса». Архів оригіналу за 7 березня 2016. Процитовано 4 січня 2016.
41. 1 2 3  Компанія Яндекс — Історія 2014. Архів оригіналу за 4 січня 2016. Процитовано 4 січня 2016.
42. ↑  Блог Яндекс.України. Архів оригіналу за 3 березня 2021. [Архівовано 2021-03-03 у Wayback Machine.]
43. ↑  Порошенко підписав наказ про заборону «Яндекс», «Вконтакте» й «Одноклассники». День. 16 травня, 2017. Архів оригіналу за 19 травня 2017. Процитовано 19 травня 2017.
44. ↑  Олег Дмитренко (17 Травня 2017). Указ про блокування «ВКонтакте», «Яндекс» та «Mail.Ru» опубліковано, і він набрав чинності. Watcher. Архів оригіналу за 20 травня 2017. Процитовано 19 травня 2017.
45. 1 2  Результати обшуків в офісах "Яндекс": менеджмент незаконно передавав в РФ персональні дані українців – відео. 5 канал. 29 травня 2017. Архів оригіналу за 29 травня 2017.
46. ↑  Біржа Nasdaq виключила акції російських компаній із лістингу. РБК-Украина (укр.). Процитовано 24 березня 2023.
47. ↑  Russian billionaires in hunt for stakes in Yandex's local assets. // By Alexander Marrow, Darya Korsunskaya and Polina Devitt. May 19, 2023, 07:12 PM GMT+3
48. ↑  Власник "Яндекса" хоче продати частку своїх активів та покинути ринок РФ, - Reuters. 19.05.2023, 22:03
49. ↑  Засудив війну: засновник "Яндекса" просить ЄС зняти санкції. // Автори: Олександра Іванова, Віолетта Чайковська. 27.08.2023
50. ↑  Нідерландська компанія продала "Яндекс" за понад 5 млрд доларів і вийшла з РФ. РБК-Украина (укр.). Процитовано 18 лютого 2024.
51. ↑  Архівована копія. Архів оригіналу за 16 грудня 2013. Процитовано 16 грудня 2013.{{cite web}}:  Обслуговування CS1: Сторінки з текстом «archived copy» як значення параметру title (посилання)
52. ↑  Архівована копія. Архів оригіналу за 16 грудня 2013. Процитовано 16 грудня 2013.{{cite web}}:  Обслуговування CS1: Сторінки з текстом «archived copy» як значення параметру title (посилання)
53. ↑  Яндекс. Карти[недоступне посилання]
54. ↑  Архівована копія. Архів оригіналу за 16 грудня 2013. Процитовано 16 грудня 2013.{{cite web}}:  Обслуговування CS1: Сторінки з текстом «archived copy» як значення параметру title (посилання)
55. ↑  Архівована копія. Архів оригіналу за 16 грудня 2013. Процитовано 16 грудня 2013.{{cite web}}:  Обслуговування CS1: Сторінки з текстом «archived copy» як значення параметру title (посилання)
56. ↑  Архівована копія. Архів оригіналу за 16 грудня 2013. Процитовано 16 грудня 2013.{{cite web}}:  Обслуговування CS1: Сторінки з текстом «archived copy» як значення параметру title (посилання)
57. ↑  Архівована копія. Архів оригіналу за 31 грудня 2013. Процитовано 16 грудня 2013.{{cite web}}:  Обслуговування CS1: Сторінки з текстом «archived copy» як значення параметру title (посилання) [Архівовано 2013-12-31 у Wayback Machine.]
58. ↑  Архівована копія. Архів оригіналу за 16 грудня 2013. Процитовано 16 грудня 2013.{{cite web}}:  Обслуговування CS1: Сторінки з текстом «archived copy» як значення параметру title (посилання)
59. ↑  Doroga.ua. Архів оригіналу за 24 лютого 2022. [Архівовано 2022-02-24 у Wayback Machine.]
60. ↑  Архівована копія. Архів оригіналу за 16 грудня 2013. Процитовано 16 грудня 2013.{{cite web}}:  Обслуговування CS1: Сторінки з текстом «archived copy» як значення параметру title (посилання)
61. ↑  Архівована копія. Архів оригіналу за 16 грудня 2013. Процитовано 16 грудня 2013.{{cite web}}:  Обслуговування CS1: Сторінки з текстом «archived copy» як значення параметру title (посилання)
62. ↑  [недоступне посилання]
63. ↑  Блог Яндекс.України. Архів оригіналу за 10 травня 2021. [Архівовано 2021-05-10 у Wayback Machine.]
64. ↑  Блог Яндекс.України. Архів оригіналу за 14 червня 2021. [Архівовано 2021-06-14 у Wayback Machine.]
65. ↑  Блог Яндекс.України. Архів оригіналу за 3 березня 2021. [Архівовано 2021-03-03 у Wayback Machine.]
66. ↑  Блог Яндекс.України. Архів оригіналу за 26 вересня 2016. [Архівовано 2016-09-26 у Wayback Machine.]
67. ↑  Указ Президента України № 133/2017 — Офіційне інтернет-представництво Президента України. Офіційне інтернет-представництво Президента України. Архів оригіналу за 29 грудня 2020. Процитовано 17 травня 2017.
68. ↑  СБУ звинуватила "Яндекс. Україна" в передачі Росії персональних даних українців - новини Еспресо TV - Україна. espreso.tv. 29 травня 2017. Архів оригіналу за 8 грудня 2020. Процитовано 27 листопада 2020.
69. ↑  СБУ: В офісах Яндекса знайшли багато цікавого, пов'язаного з РФ. ЛІГА.net. 1 червня 2017. Архів оригіналу за 1 червня 2017.
70. ↑  «Яндекс» закриває офіси в Україні. hromadske.ua. 1 червня 2017. Архів оригіналу за 30 листопада 2020.
71. ↑  Указ Президента України № 227/2023 від 15 квітня 2023 року «Про рішення Ради національної безпеки і оборони України від 15 квітня 2023 року "Про застосування та внесення змін до персональних спеціальних економічних та інших обмежувальних заходів (санкцій)"»
72. ↑  «Яндекс», «Вконтакте» та «1С»: став відомий перелік ІТ-компаній, які потрапили під санкції України. // Мирослав Новосад. 15.04.2023, 21:48
73. ↑  Зеленський запровадив санкції проти російських спортсменів, дочки Шойгу, «Яндекса» і «Рамблера». 15.04.2023, 17:55
74. ↑  Україна ввела санкції проти "Вконтакте", "Яндекса" та "1С". РБК-Украина (укр.). Процитовано 25 квітня 2023.
75. ↑  Фінляндія скасувала заборону на передачу персональних даних клієнтів "Яндекса" в Росію. РБК-Украина (укр.). Процитовано 27 вересня 2023.
76. ↑  У Латвії закрили доступ до всіх сайтів, пов'язаних із російським "Яндексом". РБК-Украина (укр.). Процитовано 2 січня 2024.
77. ↑  У Молдові заблокували сайти "Яндекс", Rutube і Dzen. // Автор: Ірина Кутєлєва. 03.10.2024, 18:44
78. ↑  Яндекс ігри грати безкоштовно 🔺 онлайн. gamesgo.net (укр.). Процитовано 17 червня 2022.
79. ↑  «Рекламна мережа "Яндекса "» - система показу контекстної реклами на сайтах Рунету. Архів оригіналу за 24 листопада 2010. Процитовано 6 вересня 2010. «Рекламна мережа "Яндекса "» - система показу контекстної реклами на сайтах Рунету. (рос.)
80. 1 2  "Яндекс Go" оштрафовали в Грузии за передачу личных данных пользователей в Россию. 23.09.2024
81. ↑  «Ведомости»: «Яндекс» согласовал с Кремлем новую структуру управления компанией. Медиазона (російською) . Архів оригіналу за 20 жовтня 2020.
82. ↑  Lavrenyuk, Yaroslava (7 червня 2019). «Яндекс» узгодив із ФСБ питання щодо передачі ключів шифрування. StopFake. Архів оригіналу за 4 березня 2021. Процитовано 25 листопада 2020.
83. ↑  Засновник «Яндекса» засудив вторгнення Росії в Україну. 10.08.2023
84. ↑  Засновник "Яндекса" Волож засудив "варварське вторгнення" Росії в Україну. РБК-Украина (укр.). Процитовано 2 січня 2024.
85. ↑  InterNYET: A History Of The Russian Internet - Episode #6. Настоящее время (телеканал) YouTube (російською) .
86. ↑  Гібридні війни: прихована загроза Яндекса (Інфографіка). InformNapalm. 27 квітня 2017. Архів оригіналу за 18 травня 2021.
87. ↑  Яндекс помогает распространять вредоносное ПО?. habr.com (російською) . 20 лютого 2020. Архів оригіналу за 22 квітня 2021.
88. ↑  «Яндекс» «в рамках эксперимента» выделял негативные публикации о Навальном. www.znak.com (російською) . Архів оригіналу за 28 квітня 2020. Процитовано 24 листопада 2020. [Архівовано 2020-04-28 у Wayback Machine.]
89. ↑  «Яндекс» выделял в результатах поиска негативные статьи о Навальном; компания назвала это «экспериментом». Медиазона (рос.). Архів оригіналу за 20 грудня 2020. Процитовано 24 листопада 2020.
90. ↑  Навальный попросил "Яндекс" объясниться - DW - 28.04.2020. DW.COM (російською) . Архів оригіналу за 9 січня 2021.
91. ↑  Орлова, Віолетта (4 квітня 2022). На запит "Буча" Яндекс приховує зображення російських звірств у місті (фото).